# 容城镇 (监利市)
容城镇，是中华人民共和国湖北省荆州市监利市下辖的一个乡镇级行政单位。辖区总面积111.68平方千米。

## 行政区划
容城镇下辖以下地区：
茶庵社区、顺城社区、城南社区、民建村、同心村、团结村、刘八台村、国庆村、前锋村、七根檀村、联城村、城西村、马铺村、裴家村、沈柳村、平桥村、半路堤村、五岭村、三吕村、老台村、新市村、江心台村、新洲村、四台村、庙岭村、横岭村和新建村。

## 交通
- 351国道过境。